# Claimed (The Walking Dead)
Claimed là tập thứ mười một trong Phần 4 của series phim truyền hình The Walking Dead. Tập phim được phát sóng trên kênh AMC của Mỹ vào ngày 23 tháng 2 năm 2014. Khi phát sóng tại Mỹ, tập phim đã được 13,12 triệu người xem trong đó có 6,6 triệu người từ 18-49 tuổi.

## Nội dung tập
Tara Chambler đang ngồi phía sau xe tải quân đội của Abraham. Trên đường đi, cô ghi lại tên của những con đường mà xe đã đi qua lên tay mình. Họ phải dừng lại trước một đống xe đổ nát chặn đường đi, cũng là lúc có 3 xác sống bước đến đằng sau xe tải. Khi Tara định dùng súng bắn chúng, Abraham bảo cô ngừng lại và tự tay giết từng con. Tara nhận ra rằng đây là lần đầu cô thấy một người mỉm cười khi giết xác sống, và Abraham đáp lại rằng: "Tôi chính là kẻ may mắn nhất thế gian này".
Michonne và Carl Grimes đang ngồi dùng ngũ cốc cho bữa sáng. Michonne nói rằng cô rất thích uống sữa đậu nành vào buổi sáng, nhưng Carl nói rằng vị của nó rất khó chịu và cậu thà uống sữa bột của Judith còn hơn là sữa đậu nành. Khi tình cờ nhắc đến tên Judith, Carl cảm tháy buồn, cậu liền rời khỏi bàn ăn. Michonne nói với Rick Grimes rằng họ sẽ đi tìm nhu yếu phẩm ở khu vực xung quanh. Rick nói rằng anh sẽ đi cùng nhưng Michonne bảo anh cần nghỉ ngơi. Rick bèn đưa cho Carl khẩu súng của mình trước khi Michonne và Carl đi tìm đồ. Sau đó anh lên trên gác ngôi nhà nằm nghỉ.
Sau khi lục soát căn nhà đầu tiên, Michonne cố làm Carl vui bằng cách nhét kem phô mai vào đầy ự miệng mình. Nhưng Carl không hề bật cười khi thấy điều đó. Michonne liền kể với cậu rằng cô rất giỏi làm cho trẻ con cười. Carl liền hỏi răng cô đã từng ở bên trẻ con khi nào, và Michonne tiết lộ rằng cô từng có một đứa con trước khi bệnh dịch bùng phát. Carl khá bất ngờ khi nghe điều này.
Trong khi đó, Rick đột ngột tỉnh giấc khi nghe thấy giọng của người lạ ở tầng dưới. Nghe thấy tiếng bước chân người đến gần, anh vội vàng giấu đi chai nước và quyển sách của mình (những thứ có thể khiến kẻ khác phát hiện có người đang sống ở đây) rồi trốn xuống gầm giường. Một trong những kẻ vừa đột nhập vào nhà bước vào căn phòng mà Rick đang trốn, hắn nhảy lên giường nằm và nhanh chóng chìm vào giấc ngủ.
Michonne và Carl tiếp tục lục soát căn nhà thứ 2. Carl cuối cùng cũng thuyết phục được Michonne nói ra tên đứa con của mình - Andre Anthony. Michonne tìm thấy căn phòng của một em bé, ở bên trong là xác chết của toàn bộ gia đình sống ở ngôi nhà đó. Cảm thấy hoảng loạn, Michonne vội vàng bước khỏi căn phòng và đóng sầm cánh cửa lại ngay lúc Carl đi đến. "Có lẽ ở một nơi nào đó, Andre và Judith đang ở bên nhau" - Carl nói với Michonne.
Một tên khác trong nhóm đột nhập căn nhà của Rick bước vào phòng, lúc này Rick vẫn đang trốn dưới gầm giường. Hắn đánh thức tên đang ngủ dậy và cãi nhau với hắn về việc ai sẽ được nằm trên giường. Một cuộc ẩu đả nhanh chóng xảy ra, tên thứ hai đẩy tên kia ngã xuống đất và bóp cổ hắn. Trong lúc bị bóp cổ, hắn nhìn thấy Rick đang trốn dưới gầm giường nhưng không thể nói ra. Do hết hơi, hắn lăn ra bất tỉnh trong khi tên còn lại leo lên giường nằm ngủ.
Phía sau xe của Abraham, Glenn đã tỉnh dậy và nhìn thấy Tara bên cạnh. Anh tức giận đập cửa xe và bảo Abraham hãy dừng xe lại. Sau khi xe dừng, Glenn xách đồ của mình nhảy xuống
xe, theo sau bởi Tara. Tuy nhiên, Abraham đi theo chặn hai người họ lại. Abraham nói rằng Glenn đang phá hỏng "nhiệm vụ" của nhóm anh. Sau khi Glenn hỏi về "nhiệm vụ", Abraham giải thích rằng Eugene là một nhà khoa học và biết chính xác nguyên nhân gì đã gây ra bệnh dịch xác sống, những thành viên thuộc chính phủ đang đợi nhóm họ ở Washington. Tuy nhiên, Glenn vẫn quyết định bỏ đi. Sau khi bị Abraham cố ép ở lại, thậm chí còn nói rằng Maggie đã chết, Glenn đã đấm Abraham và lao vào ẩu đả. Rosita và Tara cố can ngăn nhưng không được. Trong khi đó, Eugene nhận thấy có rất nhiều xác sống đang đến gần, anh ta cố bắn chúng nhưng không kiểm soát được khẩu súng mình đang cầm, khiến đạn bay tán loạn. Nhận thấy có xác sống tấn công, 4 người kia mới ngừng lại và chạy đến yểm trợ. Sau khi đã giết hết được chúng, họ nhận ra rằng một trong những viên đạn của Eugene đã làm thủng thùng xăng xe, khiến chiếc xe trở nên vô dụng. Khi Glenn và Tara một lần nữa chuẩn bị rời khỏi, Rosita quyết định đi theo họ. Eugene nói với Abraham rằng họ cũng nên đi cùng để tìm một phương tiện di chuyển khác, và Abraham đành miễn cưỡng đi theo.
Quay trở lại Rick đang nằm trốn dưới gầm giường, trong khi tên thứ nhất bất tỉnh và tên thứ hai đang ngủ say, anh liền chạy khỏi chỗ mình đang trốn và cố tìm cách thoát khỏi căn nhà. Trong khi tên thứ hai được một tên thứ ba gọi dậy, Rick trốn vào một căn phòng để chúng không phát hiện, nhưng thật không may trong căn phòng lúc đó có tên thứ tư. Anh nhanh chóng tấn công hắn trước khi hắn kịp la lên và siết cổ hắn. Trước khi kịp vớ được một cây kéo để tự vệ, hắn đã tắc thở và chết. Rick liền cầm lấy súng của hắn và thoát ra khỏi căn nhà thông qua một cửa sổ phía sau. Khi vòng qua phía trước nhà, Rick phát hiện thấy một tên đang ở trước. Nhìn từ phía xa thấy Michonne và Carl đang trở về, anh đã định dùng súng bắn hắn. Nhưng bất chợt từ trong nhà vọng ra tiếng hét, có lẽ tên bị Rick giết đã biến đổi và tấn công ai đó. Tên đang ở trước nhà vội vàng chạy vào trong để xem chuyện gì đang xảy ra. Chớp lấy thời cơ, Rick lập tức chạy về phía Michonne và Carl rồi bảo họ rời khỏi đó ngay lập tức.
Trên đường đi theo hướng đường ray tàu, họ nhìn thấy một tấm bảng. Sau khi cân nhắc, 3 người bọn họ quyết định đi theo những gì mà tấm bảng chỉ dẫn. Ở trên tấm bảng ghi rằng:
"Nơi trú ẩn an toàn cho tất cả mọi người. Cộng đồng cho tất cả mọi người. Những người đến đấy đều sóng sót. -Terminus"

## Diễn viên

### Diễn viên chính
- Andrew Lincoln vai Rick Grimes
- Norman Reedus vai Daryl Dixon*
- Steven Yeun vai Glenn Rhee
- Lauren Cohan vai Maggie Greene*
- Chandler Riggs vai Carl Grimes
- Danai Gurira vai Michonne
- Melissa McBride vai Carol Peletier*
- Emily Kinney vai Beth Greene*
- Chad Coleman vai Tyreese Williams*
- Sonequa Martin-Green vai Sasha Williams*
- Lawrence Gilliard Jr. vai Bob Stookey*

### Diễn viên định kỳ
- Alanna Masterson vai Tara Chambler
- Michael Cudlitz vai Abraham Ford
- Christian Serratos vai Rosita Espinosa
- Josh McDermitt vai Eugene Porter
- Jeff Kober vai Joe

*Không xuất hiện trong tập này

### Các diễn viên phụ khác
- Davi Jay vai Tony
- Scott Dale vai Lou
- Marcus Hester vai Len

## Cái chết trong tập
- Lou (Lúc còn sống & Sau khi biến đổi)

## Đánh giá
Nhìn chung, tập phim này nhận được phản hồi tốt từ giới phê bình. Roth Cornet từ trang IGN cho "Claimed" điểm 8.3 trên 10 và cho biết: "Diễn biến của tập này khá thất thường, nhưng vẫn có những giây phút đầy căng thẳng trong một số phân cảnh, cụ thể như cảnh mà Rick một mình trong nhà đương đầu với nguy hiểm". Zack Handlen của trang The A.V. Club cho tập phim điểm B+ (trên thang điểm từ F tới A) và nhận xét: "Đây là kiểu tập phim ở tầm trung của The Walking Dead: không có gì quá đặc sắc, nhưng vẫn đủ thu hút và không gây cảm giác nhàm chán khi xem. Các biên kịch và diễn viên đã hoàn thành tốt vai trò của họ, chính điều này là một trong những lý do giữ cho khán giả tiếp tục ở lại theo dõi". Trên trang Rotten Tomatoes, có 89% trong số 19 bài phê bình về tập này mang tính tích cực.

## Bên lề
- Lần xuất hiện đầu tiên của: Joe, Tony, Len, Lou.
- Michonne tiết lộ rằng con của cô tên Andre Anthony và đã 3 tuổi.
- Tên của tập phim "Claimed" bắt nguồn từ câu nói của một trong những kẻ đã đột nhập vào căn nhà của Rick, hắn nói với tên còn lại đến đòi nằm ngủ rằng "Giường đã có chủ" (claimed)
- Đây là tập phim thứ 25 mà Michonne xuất hiện kể từ khi cô tham gia The Walking Dead đến nay.
- Khi Michonne bước vào căn phòng của gia đình đã chết nọ, trên tay một người có cầm cuốn truyện tranh "Super Dinosaur", đây cũng là một trong những tác phẩm của Robert Kirkman

## Lỗi phim
- Khi Abraham dùng chiếc xà beng đâm xuyên họng một walker, máu của nó đã bắn ra và dính đầy chiếc xà beng. Nhưng sau khi anh rút nó khỏi người con walker và quay ra nói chuyện với Tara, chiếc xà beng hoàn toàn sạch trơn và không có dính vết máu nào.